# Hope Solo
Hope Solo és una portera de futbol femení internacional pels selecció femenina de futbol dels Estats Units, amb la qual ha jugat 198 partits, guanyant un Mundial, dos Jocs Olímpics i dos Copes d'Or. És la primera portera en arribar als 100 partits imbatuda amb la seva selecció, i va ser Baló de bronze al Mundial 2011 i Guant d'Or als Mundials 2011 i 2015 i la Copa d'Or 2014.
Va ser nomenada millor jugadora dels Estats Units del 2009 i portera del any de la CONCACAF del 2015, i ha sigut 4ª al FIFA World Player (2015; també ha sigut 5ª al 2011 i 8ª al 2009).

## Trajectòria
| Temporades  | Lliga             | Club                  | P   | G | Actualitzat |
| ----------- | ----------------- | --------------------- | --- | - | ----------- |
| 1999 - 2002 | Univ.             | Washington Huskies    | 068 | 0 |             |
| 2003        | Prof.             | Philadelphia Charge   | 08  | 0 |             |
| 2004        | D1                | Kopparbergs Göteborg  | 019 | 0 |             |
| 04/05       | D1                | Olympique Lyon        | 07  | 0 |             |
| 2009 - 2010 | Prof.             | Saint Louis Athletica | 023 | 0 |             |
| 2010        | Prof.             | Atlanta Beat          | 016 | 0 |             |
| 2011        | Prof.             | magicJack             | 04  | 0 |             |
| 2012        | Semi.             | Seattle Sounders      | 03  | 0 |             |
| 2013 - act. | Prof.             | Seattle Reign         | 054 | 0 | 10/01/2017  |
|             |                   |                       |     |   |             |
| 1996 - 1997 | Selecció sub-17   | Selecció sub-17       |     |   |             |
| 1998 - 2000 | Selecció sub-20   | Selecció sub-20       |     |   |             |
| 2002 - act. | Selecció absoluta | Selecció absoluta     | 202 | 0 | 06/08/2016  |

## Palmarès
| Títols — Seleccions nacionals            |      |      |      |      |      |      |      |
| 2 Jocs Olímpics                          | 2008 | 2012 |      |      |      |      |      |
| 1 Mundial                                | 2015 |      |      |      |      |      |      |
| 0 2 Copes d'Or                           | 2006 | 2014 |      |      |      |      |      |
| 7 Copes d'Algarve                        | 2005 | 2007 | 2008 | 2010 | 2011 | 2013 | 2015 |
| 3 Torneigs Quatre Nacions                | 2006 | 2007 | 2008 |      |      |      |      |
| Títols — Clubs                           |      |      |      |      |      |      |      |
|                                          |      |      |      |      |      |      |      |
| Reconeixements — Premis                  |      |      |      |      |      |      |      |
| Guant d'Or del Mundial                   | 2011 | 2015 |      |      |      |      |      |
| 0 Millor portera de l'any a la CONCACAF  | 2015 |      |      |      |      |      |      |
| Millor jugadora de l'any                 | 2009 |      |      |      |      |      |      |
| Millor portera de la Lliga Professional  | 2009 |      |      |      |      |      |      |
| Reconeixements — Seleccions de jugadores |      |      |      |      |      |      |      |
| Equip ideal del Mundial                  | 2011 | 2015 |      |      |      |      |      |
| Equip ideal de la Lliga Universitària    | 2000 | 2001 | 2002 |      |      |      |      |